# Mariage posthume
Un mariage posthume est un mariage qui intervient après la mort de l'un des époux. La personne qui le contracte devient immédiatement veuve lorsque le mariage est prononcé.

## France

### Les modalités juridiques

#### Conditions
En France, le mariage posthume est prévu et autorisé par l’article 171 du Code civil. À la suite de la rupture du barrage de Malpasset le 2 décembre 1959 il a été réintroduit (une telle législation avait déjà existé durant la Première Guerre Mondiale) dans le Code civil par l'article 23 de la loi n°59-1583 du 31 décembre 1959, dans le but de légitimer les enfants à naître dont les pères étaient morts des suites de cette rupture. En effet, à cette époque, et jusqu'à la loi du 3 janvier 1972 sur la filiation, les enfants légitimes et les enfants naturels n'avaient pas les mêmes droits, notamment en matière successorale. 
Pour pouvoir être célébré, ce mariage exceptionnel (car contraire à plusieurs principes des conditions de forme du mariage, comme la comparution personnelle des époux lors de la célébration du mariage devant l'officier de l'état civil, posé par l'article 146-1 du Code civil, célébration du mariage à l'article 165 du même code, etc., et qu'il s'agit avant tout du mariage d'un vivant et d'un mort) doit être autorisé par le Président de la République pour des motifs graves (comme la grossesse de l'épouse survivante ; le président de la République apprécie discrétionnairement si les motifs sont graves) et la preuve que la personne décédée avait l’intention de se marier par une réunion suffisante de faits qui marquent sans équivoque son consentement (comme l'essayage d'une robe/costume, la réservation d'un traiteur, etc). Il est exigé l’accomplissement des formalités officielles préalables au mariage et qu’elles marquent sans équivoque le consentement du défunt, il faut donc la constitution du dossier (ici, on a un contrôle des tribunaux), de l’accomplissement des formalités officielles. On en déduit le consentement de la personne décédée. Le consentement s’apprécie avant la célébration du mariage. La Cour de cassation impose une vérification supplémentaire qui est le maintien du consentement jusqu’à la mort avec l'arrêt du 28 février 2006 de la première chambre civile.
La troisième condition est une persistance du consentement entre l’accomplissement des formalités et le jour du mariage. L'article 171 alinéa 2 prévoit que c’est la date du décès qui sera la date du mariage car la personne acquiert la personnalité de personne mariée et personne veuve. 
L'article 96-1 du Code civil prévoit que des mariages posthumes impliquant des personnes décédées au cours d'opérations militaires peuvent être célébrés s'il y a autorisation du ministre des Armées et du garde des sceaux, ministre de la justice,.

#### Effets
Lorsqu’un mariage posthume est célébré, ses effets sont limités. Il confère à chaque époux le statut d’une personne mariée, mais la mort dissout le mariage. En même temps que l’on forme le mariage, on le dissout par veuvage. L'alinéa trois dispose que le mariage posthume n’entraîne aucun effet matériel (pas de droit successoral au profit de l'époux survivant et aucun régime matrimonial n'est réputé avoir existé entre les époux), mais tous les liens personnels subsistent comme, entre autres, le nom et le droit aux aliments du fait de la parenté de l’autre. Les effets du mariage posthume remontent à la date du jour précédant celui du décès,.

### Une fréquence très faible
En France, il y a eu environ soixante mariages posthumes en 2008, autorisés en vertu de l'article 171 du Code civil. Selon l'article 171 alinéa 1er, il faut une autorisation du président de la République qui apprécie souverainement l’existence d’un motif grave (donc, il n'y a pas de contrôle des tribunaux). Le motif grave couramment mis en avant était la grossesse de la femme et cela continue toujours de l’être car, à l’époque, il y avait une différence entre les enfants légitimes et les enfants naturels. Aujourd’hui, il s'agit plus souvent d'une volonté personnelle que d’un enjeu juridique. Il faut que l'un des futurs conjoints soit vivant. 

## Allemagne
Pratiqué pendant la Première Guerre mondiale, le mariage posthume est réactivé au début de la Seconde Guerre mondiale, afin de légitimer les enfants conçus avant la mort de leur père au front, et d'assurer une pension à leurs mères.

## Belgique
En droit belge, le mariage posthume n'existe pas.